# Asphondylia tectonae
Asphondylia tectonae är en tvåvingeart som beskrevs av Mani 1974. Asphondylia tectonae ingår i släktet Asphondylia och familjen gallmyggor. Inga underarter finns listade i Catalogue of Life.